# Gabriel Appelt
Gabriel Appelt Pires (* 18. September 1993 in Resende) ist ein brasilianisch-portugiesischer Fußballspieler. Seit Jahresanfang 2025 steht er beim FC Panserraikos unter Vertrag.

## Karriere
Gabriel Appelt wurde beim CR Vasco da Gama und Resende FC ausgebildet. Seine Profikarriere begann er beim Resende FC. Am 19. Januar 2011 sein erstes Spiel als Profi. In der Staatsmeisterschaft von Rio de Janeiro trat sein Klub gegen den CR Vasco da Gama an. In dem Spiel stand Gabriel in der Startelf. In dem Wettbewerb gelang Gabriel auch sein erstes Tor als Profi. Am 27. März, im Spiel gegen den Macaé Esporte FC, erzielte er im Heimspiel in der 56. Minute das Tor zum 2:2-Ausgleich (Endstand: 5:2).
2011 wechselte er nach Italien zu Juventus Turin. 2012 wurde er an den Zweitligisten FC Pro Vercelli verliehen. Sein Debüt gab er am 3. Spieltag 2012/13 gegen den AS Livorno. Danach wurde er an die Zweitligisten Spezia Calcio, 2013, 2014 an Delfino Pescara 1936 und im Januar 2015 an den AS Livorno ausgeliehen. Im Sommer 2015 wurde er nach Spanien an den Zweitligisten CD Leganés verliehen. Sein Ligadebüt gab er am 3. Spieltag 2015/16 gegen Real Saragossa. Ein Jahr später wurde Gabriel fest von Leganés übernommen. Ende August 2018 wechselte er nach Portugal zu Benfica Lissabon. Die Ablösesumme betrug acht Millionen Euro.
Von 2021 bis 2022 war er an den katarischen Club al-Gharafa Sports Club ausgeliehen. 2022 wechselte er auf Leihbasis in seine Heimat zum Botafogo FR. Hier blieb bis Saisonende 2023. Im Januar 2024 wechselte Appelt dann fest zum Lokalrivalen Fluminense FC. Ein Jahr später ging es nach Griechenland zu FC Panserraikos.

## Erfolge
Benfica
- Portugiesischer Meister: 2018/19
- Portugiesischer Supercupsieger: 2019

Fluminense
- Recopa Sudamericana: 2024